# Michał Jasiczak
Michał Jasiczak (ur. 1976) – polski matematyk, doktor habilitowany nauk matematycznych. Specjalizuje się w analizie zespolonej i teorii operatorów.

## Życiorys
Stopień doktorski uzyskał w 2004 na podstawie rozprawy pt. O ciągłości i własnościach asymptotycznych rzutów Bergmana i Szego przygotowanej pod kierunkiem prof. Andrzeja Sołtysiaka. Habilitował się w 2013 na podstawie oceny dorobku naukowego i pracy pt. Problem podzielności i interpolacji dla funkcji holomorficznych wielu zmiennych. 
Artykuły publikował w takich czasopismach jak m.in. „Annales Polonici Mathematici”, „Functiones et Approximatio, Commentarii Mathematici” oraz „Studia Mathematica”. Stypendysta Fulbright Junior Research Award na University of California, Berkeley w 2003.
Adiunkt na Wydziale Matematyki i Informatyki Uniwersytetu im. Adama Mickiewicza w Poznaniu, gdzie od 2004 pracuje w Zakładzie Analizy Matematycznej.
Członek Polskiego Towarzystwa Matematycznego.